# Intake Cemetery (Sheffield)

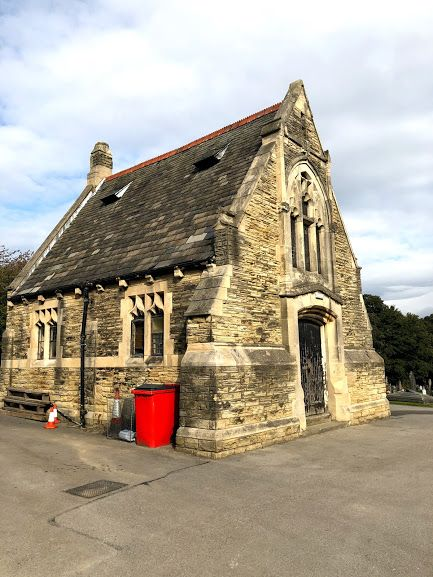
Intake Cemetery Chapel

Der Intake (Village) Cemetery ist einer der vielen Friedhöfe der britischen Stadt Sheffield in South Yorkshire und liegt an der Mansfield Road.
Er erstreckt sich über 49.000 m². Der Friedhof verfügt über eine denkmalgeschützte Kapelle, die von Innocent & Brown entworfen wurde. Die erste Beisetzung fand am 16. Februar 1880 statt.
Auf dem Friedhof gibt es eine Reihe von Commonwealth-Kriegsgräbern (Commonwealth War Graves), darunter 4 Opfer des Ersten und 21 Opfer des Zweiten Weltkriegs.
Der Friedhof ist nicht zu verwechseln mit dem ehemaligen Intake Cemetery, der später auf Grund seiner Lage in City Road Cemetery umbenannt wurde.